# Jana Mařasová
Jana Mařasová (ur. 11 maja 1969 w Pradze) – czeska aktorka i piosenkarka.
Urodziła się w rodzinie aktorów i piosenkarzy, Jany Svobodovej i Luboša Svobody. W dzieciństwie uczyła się gry na fortepianie w ludowej szkole artystycznej (lidová škola umění). W wieku dziesięciu lat zaczęła występować z rodzicami w teatrze Semafor. W 1987 roku ukończyła praskie konserwatorium na wydziale muzyczno-dramatycznym.
Jeszcze podczas nauki w konserwatorium zagrała w dramacie biograficznym Zastihla mě noc (1985). W trakcie dalszej kariery wcieliła się w postać poetki Mai w słowackim musicalu Fontána pre Zuzanu (1985) oraz zagrała postać Pepiny w nowoczesnej bajce Strašidla z vikýře (1987). Występowała w serialu Zajíc v pytli (1987) oraz w spektaklu Temná aréna (1988).
Użyczyła głosu w wielu czeskich wersjach językowych filmów animowanych.

## Filmografia
- 1984: Anielska diablica (Anděl s ďáblem v těle)
- 1985: Fontána pre Zuzanu
- 1987: Strašidla z Vikýře
- 1988: Anioł uwodzi diabła (Anděl svádí ďábla)
- 1989: Dlouhá míle (serial telewizyjny)
- 1993: Konec básníků v Čechách
- 1993: Fontána pre Zuzanu 2
- 2004: Kousek nebe